# La rosa dels vents
La rosa dels vents és una escultura abstracta situada a la plaça de Pau Vila de Barcelona, davant del Palau de Mar. Obra de l'artista alemany Lothar Baumgarten, consisteix en lletres metàl·liques incrustades al paviment de la plaça, que formen els vuit noms dels vents de Catalunya, cadascun orientat en la direcció que ve el vent. Està inspirada en el poema Veles e vents d'Ausiàs Marc. Es va inaugurar el 21 de juliol de 1992, pocs dies abans de la inauguració dels Jocs Olímpics de Barcelona.
Forma part de l'exposició Configuracions urbanes, organitzada per la nominació de Barcelona com a seu dels Jocs Olímpics, que consisteix en vuit obres creades per sis artistes estrangers, un madrileny i un de català, que formen un recorregut pels barris de la Ribera, la Barceloneta i el Port Vell. El projecte va estar dirigit per la crítica d'art Gloria Moure.